# Асташин, Евгений Петрович
Евгений Петрович Асташин (17 октября 1934, Харьков, Украинская ССР — 10 ноября 2015, Харьков, Украина) — советский хозяйственный, государственный и политический деятель, Герой Социалистического Труда (1981).

## Биография
Родился 17 октября 1934 года в городе Харьков Харьковской области Украинской ССР. Русский по национальности. В августе 1952 года окончил ремесленное училище №3.
С 1952 года начал трудовую деятельность на различных предприятиях и в строительных организациях. Работал электриком на Харьковском моторостроительном заводе «Серп и молот», затем в Харьковском областном строительно-монтажном управлении № 3 треста «Укрэнергомонтаж». Позже был бригадиром проходчиков шахты № 11 отвала 9-бис рудника «Заполярный» и бригадиром проходчиков треста «Талнахшахтопроходка» Норильского горно-металлургического комбината имени А. П. Завенягина Министерства цветной металлургии СССР.
Член КПСС. Умер 10 ноября 2015 года в Харькове.

## Трудовая деятельность и достижения
В 1977 году стал лауреатом Государственной премии СССР.
Указом Президиума Верховного Совета СССР от 2 марта 1981 года за выдающиеся достижения в труде и большой вклад в развитие промышленности ему было присвоено звание Героя Социалистического Труда с вручением ордена Ленина и золотой медали «Серп и Молот».

## Награды и звания
- Герой Социалистического Труда (1981)
- Орден Ленина
- Государственная премия СССР (1977)
- Другие отраслевые награды